# Brachymeria vesparum
Brachymeria vesparum är en stekelart som beskrevs av Boucek 1992. Brachymeria vesparum ingår i släktet Brachymeria och familjen bredlårsteklar. Inga underarter finns listade.